# 穆本德區
穆本德區是非洲中部國家烏干達的111個區之一，由中部區負責管轄，首府是穆本德，海拔高度1,300米，面積4,645平方公里，主要的經濟產業是農業，2010年人口估計為579,200。

## 外部連結
- Mubende District Portal （页面存档备份，存于）
- About Mubende District

00°36′N 31°24′E / 0.600°N 31.400°E